# Allison J. Doupe
Allison Jane Doupe (* 1954 in Montreal; † 24. Oktober 2014) war eine kanadische Neurobiologin und Professorin für Physiologie und Psychiatrie an der University of California, San Francisco. Ihr Spezialgebiet waren die neuronalen Grundlagen des Vogelgesangs und die biologischen Gemeinsamkeiten des Vogelgesangs und der Lautsprache des Menschen.

## Leben
Allison Doupe wuchs in der kanadischen Großstadt Montreal auf und besuchte dort Schulen für frankophone Kanadier. Nach ihrem Studium an der McGill University in Montreal wechselte sie an die Harvard University in Cambridge (Massachusetts), wo sie 1979 zugleich den Doktor-Grad (Ph.D.) in Neurobiologie in der Arbeitsgruppe von Paul H. Patterson und den Abschluss als Ärztin (M.D.) erwarb. Es folgten eine Postdoc-Beschäftigung als Praktikantin am Massachusetts General Hospital und eine Zulassung als Ärztin für Psychiatrie an der University of California, Los Angeles. Dank eines Stipendiums wurde sie zudem als Wissenschaftlerin in der Arbeitsgruppe von Masakazu Konishi am California Institute of Technology tätig. Ab 1993 war Doupe Assistant Professor und seit dem Jahr 2000 ordentliche Professorin an der University of California in San Francisco.
Im Oktober 2014 verstarb sie nach langer Krankheit an Brustkrebs. Sie hinterließ ihren Ehemann, den Neurobiologen Michael Brainard, und die beiden Kinder des Paars.

## Forschungsthemen
In ihrer Doktorarbeit hatte Allison Doupe die Auswirkungen bestimmter Umweltfaktoren auf die Entwicklung von Neuronen des vegetativen Nervensystems nachgewiesen, eine Erkenntnis, die rasch Folgen für die Erforschung der Frage hatte, wie die molekularen und zellulären Grundlagen des Einflusses von Hormonen und Wachstumsfaktoren auf dieses System entstehen. In der Arbeitsgruppe des Neuroethologen Masakazu Konishi verband sie ihr Interesse an den Wechselwirkungen von Ontogenese und Verhalten mit Forschungsansätzen der Kognitiven Neurobiologie und befasste sich erstmals mit den neuronalen Grundlagen des Vogelgesangs.
Bereits in den 1960er-Jahren hatte Peter R. Marler in seinen verhaltensbiologischen Beobachtungen und Experimenten am Beispiel der Dachsammern des Golden Gate Parks nachgewiesen, dass Jungvögel den Gesang ihrer Art bereits als Nestlinge im Alter von 10 bis 50 Tagen durch Prägung von älteren Artgenossen – gewöhnlich von ihrem Vater – lernen, zu einem Zeitpunkt, an den sie selbst noch nicht singen. Doupes Modelltier waren männliche Zebrafinken, die ebenfalls während einer sensiblen Phase in ihrer Jugend den Gesang ihres Vaters in ihrem Gedächtnis ‚speichern‘, „und später üben und perfektionieren sie ihren Gesang, indem sie ihren Gesang mit der Erinnerung an den seinen vergleichen.“ Diese von Marler als auditory template hypothesis (sinngemäß: Hypothese über vom Hörzentrum angelegte Schablonen) bezeichnete Interpretation der verhaltensbiologischen Beobachtungen fasste Vorbild, Prägung und das allmähliche Angleichen der selbst hervorgebrachten Laute durch ‚Übung‘ an die beim Vorbild gehörten Laute zwar zu einer funktionalen Gesamtheit zusammen. Es fehlte in den 1980er-Jahren aber noch der Nachweis jener Nervenzellen, aus denen die vermutete ‚auditive Schablone‘ aufgebaut ist.
Allison Doupe gelang es, im Vorderhirn junger Vögel ein Netzwerk aus sensomotorischen Neuronen (fachsprachlich: anterior forebrain pathway) zu identifizieren, in dem einzelne Neurone selektiv auf den eigenen Gesang ansprechen, nicht aber auf den Gesang eines erwachsenen Vorbilds. Sie interpretierte ihre Befunde dahingehend, „dass jedes Mal, wenn ein Jungvogel seinen Gesang übt, die über eine motorische Bahn geleitete, elektrische Erregung verglichen wird mit einer parallel laufenden Erregung jener Neurone [im Original: sent through the song-learning pathway], in denen die Schablone des Erwachsenengesangs gespeichert wurde.“ Dieses Efferenzkopie-Modell habe sich, hieß es 2014 in einem Nachruf im Fachblatt Nature, obwohl weiterhin ein theoretisches Modell, „als nützlich erwiesen, um die Gehirnaktivität während des Lernens zu verstehen, einschließlich des Erwerbs der Sprache des Menschen.“
Die bereits zuvor von Peter Marler beschriebenen Parallelen der Kommunikationssysteme von Vögeln und Menschen, die unabhängig voneinander entstanden sind, regten auch Doupe zu vergleichenden Untersuchungen an, aus denen im Jahr 1999 eine einflussreiche, laut Nature als klassisch geltende Übersichtsarbeit hervorging.

## Ehrungen
Allison Doupe war seit 2008 Mitglied der American Academy of Arts and Sciences.
2012 wurde sie mit dem W. Alden Spencer Award, 2013 mit dem Cozzarelli Prize der Fachzeitschrift PAS und 2014 mit dem Pradel Research Award ausgezeichnet.

## Belege
1. ↑  Liste verstorbener Harward-Absolventen.
2. 1 2  Thomas R. Insel und Story Landis: Allison Doupe (1954–2014). In: Nature. Band 515, 2014, S. 344, doi:10.1038/515344a.
3. 1 2  Samuel Barondes und Michael P. Stryker: Allison Doupe: In Memoriam. In: Neuron. Band 85, Nr. 4, 2015, S 667–668, doi:10.1016/j.neuron.2015.01.030.
4. ↑  In Memoriam: Allison Doupe, MD, PhD. (Memento vom 7. März 2015 im Internet Archive) Nachruf der Fakultät für Psychologie der University of California.
5. ↑  Peter Marler und Miwako Tamura: Culturally Transmitted Patterns of Vocal Behavior in Sparrows. In: Science. Band 146, Nr. 3650, 1964, S. 1483–1486, doi:10.1126/science.146.3650.1483.
Peter R. Marler: A comparative approach to vocal learning: Song development in white-crowned sparrows. In: Journal of Comparative and Physiological Psychology. Band 71 (2, Pt. 2), 1970, S. 1–25, doi:10.1037/h0029144.
6. ↑  Jill Soha: The auditory template hypothesis: a review and comparative perspective. In: Animal Behaviour. Band 124, 2017, S. 247–254, doi:10.1016/j.anbehav.2016.09.016.
7. ↑  Gesangstraditionen und Sprache. In: Forschungsbericht 2003 des Max-Planck-Instituts für Ornithologie. Auf: mpg.de.
8. ↑  Allison J. Doupe und Patricia K. Kuhl: Birdsong and Human Speech: Common Themes and Mechanisms. In: Annual Review of Neuroscience. Band 22, 1999, S. 567–631, doi:10.1146/annurev.neuro.22.1.567, Volltext (PDF).
9. ↑  Eintrag: Allison J. Doupe in der Übersicht der Mitglieder der American Academy of Arts and Sciences.
10. ↑  Book of Members 1780–present, Chapter D. (PDF; 910 kB) In: amacad.org. American Academy of Arts and Sciences, abgerufen am 6. April 2022 (englisch).

| Personendaten    | Personendaten                                       |
| ---------------- | --------------------------------------------------- |
| NAME             | Doupe, Allison J.                                   |
| ALTERNATIVNAMEN  | Doupe, Allison Jane (vollständiger Name)            |
| KURZBESCHREIBUNG | kanadische Neurobiologin und Ärztin für Psychiatrie |
| GEBURTSDATUM     | 1954                                                |
| GEBURTSORT       | Montreal                                            |
| STERBEDATUM      | 24. Oktober 2014                                    |